# Choeromorpha panagensis
Choeromorpha panagensis là một loài bọ cánh cứng trong họ Cerambycidae.